# Porte-de-Savoie
Porte-de-Savoie község Franciaország Auvergne-Rhône-Alpes régiójában, Savoie megyében. Új községként 2019. január 1-jén jött létre Les Marches és Francin község egyesítésével. A korábbi községek egyesülésekor az új község lélekszáma 3568 fő lett. Lakosainak száma 3944 fő (2022. január 1.).

## Népesség
| Lakosok száma | 3680 | 3717 | 3796 | 3830 | 3887 | 3944 |
|               | 2017 | 2018 | 2019 | 2020 | 2021 | 2022 |